# Curt Andersson
Curt Andersson, född 17 december 1940, är en svensk författare, forskare och konsult. Han är son till Algot Andersson, den förste föreståndaren för SSU:s förbundsskola Bommersvik. 

## Biografi och författarskap
Andersson har skrivit ett tjugotal böcker. Han arbetade under 1970-talet som utbildningsledare inom Götaverkenkoncernen, sedermera Svenska Varv AB. Under brinnande varvskris skrev han om strukturomvandlingen av det svenska näringslivet i böckerna Arendalsliv (1979), Att hantera personalöverskott (1980), Människor och organisationer i kris (1982), Makt att förändra (1983) och Personalavveckling! (1984).
Andersson tog licentiatexamen i sociologi genom avhandlingen "Att utveckla ledare". I boken I konsultens värld (2000) dokumenterar han sina tjugo år som organisationskonsult ur ett såväl teoretiskt som praktiskt perspektiv. 2005 disputerade han på en avhandling i arbetsvetenskap vid Göteborgs universitet med titeln Ångest i organisationen. I boken Med politiken som ledstjärna (2009) beskrivs fadern Algot Anderssons liv och samhällsgärning.
Andersson är även författare till en biografi om Heinrich Himmler: Bakom Himmlers mask (2010). I senare böcker har hans besök i några forna sovjetrepubliker Georgien och Ukraina samt Östra Turkiet dokumenterats. 2012 relaterades Curt Anderssons samlade erfarenheter av USA i boken På spaning i Washington D.C..